# 레몽 드 푸아티에 공자

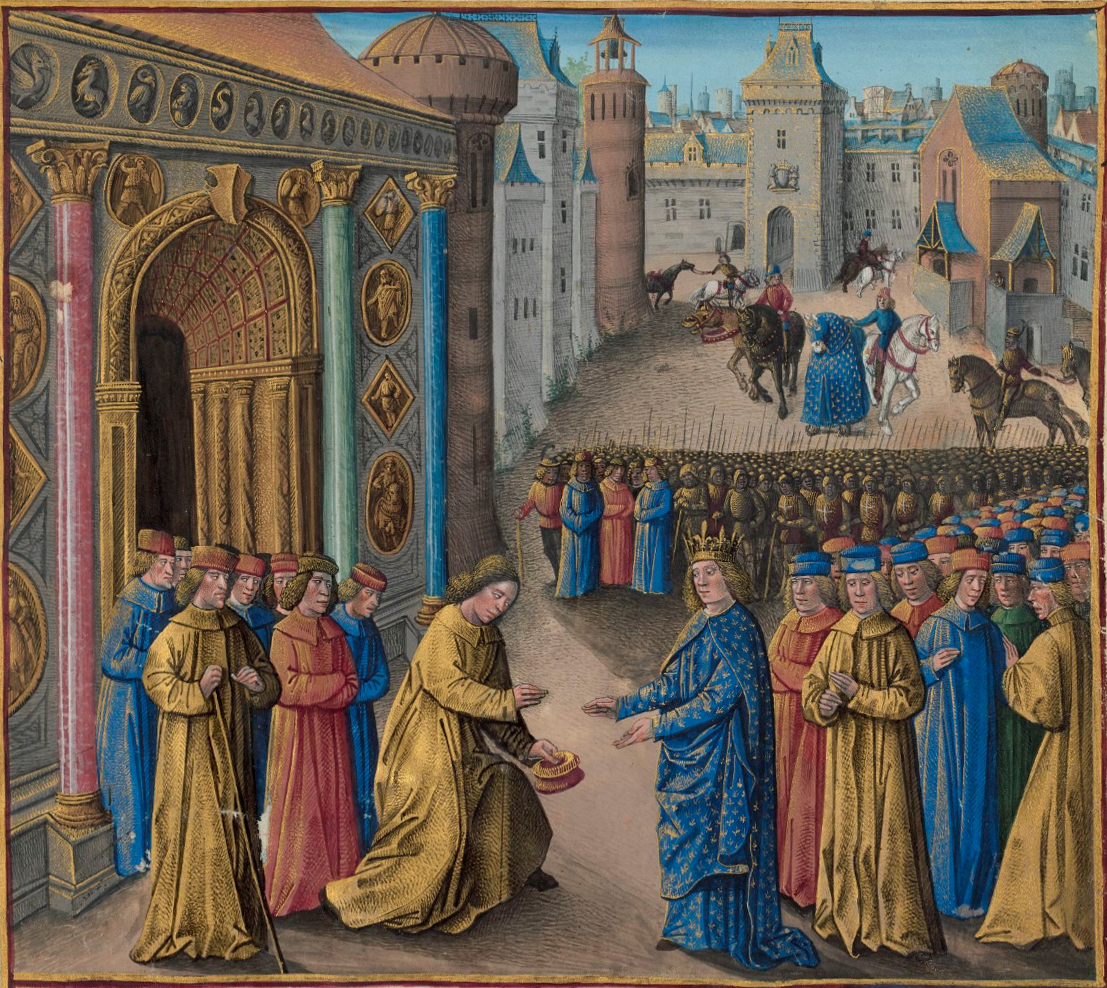
루이 7세의 안티오키아 입성을 환영하는 레몽.

레몽 드 푸아티에(오크어: Raimon de Peitieus, 프랑스어: Raymond de Poitiers, 1115년경 ~ 1149년 6월 29일)은 1136년부터 안티오키아의 공작이었다. 비잔티움 제국과 분쟁을 벌였으며 이슬람의 누르 앗 딘과 전투에서 붙잡혀 처형당했다. 프랑스 중서부 푸아티에 출신이다.

## 생애
레몽은 아키텐 공작 기욤 9세와 필리파 사이에서 둘째 아들로 태어났다. 당시 안티오키아 공국은 예루살렘 왕국의 왕 풀크가 상속녀 콩스탕스의 섭정으로 있었는데 콩스탕스와 레몽을 결혼시키려고 하였다. 레몽은 잉글랜드의 헨리 1세의 궁정에서 있다가 1136년 4월 안티오키아로 와서 어린 콩스탕스와 결혼해 안티오키아의 공작이 되었다.
비잔티움 제국의 황제 요한네스 2세는 제1차 십자군이후 십자군이 제국과 한 약속을 어긴 것을 비난하여 안티오키아의 복속을 요구했다. 1137년 요한네스 황제는 안티오키아로 진격했고 결국 레몽은 제국과 협력을 약속하고 에데사의 조슬랭 2세등 십자군 가신들과 함께 시리아의 이슬람에 대한 공격에 나섰다. 그러나 요한네스는 얼마 안가 비잔티움으로 돌아가 버렸고 레몽은 다시 비잔티움에 반기를 들었다.
1142년 요한네스는 다시한번 안티오키아를 복속시키기 위해 원정을 나섰는데 갑작스럽게 죽음을 맞았고 레몽은 겨우 한숨을 돌리게 되었다. 그러나 1144년 말, 새롭게 이슬람의 강자로 부상한 이마드 앗 딘 장기가 에데사 백국을 점령하고 안티오키아가 위험해지자 레몽은 그동안 적대적이었던 비잔티움 제국에 도움을 요청할 수밖에 없었다. 레몽은 굴욕적으로 직접 콘스탄티노폴리스를 방문하여 요한네스 콤네누스의 뒤를 이은 마누엘 1세 콤네누스에게 충성을 서약하였다. 이에 마누엘은 안티오키아 공국에 대한 재정적 지원을 약속했다.
한편 에데사 백국의 함락으로 위기감을 느낀 유럽에서는 새로운 십자군이 제창되어 제2차 십자군 원정이 시작되었다. 1148년 프랑스 왕 루이 7세와 그의 왕비 엘레오노르가 십자군의 일원으로 안티오키아에 도착했다. 아키텐의 엘레오노르는 레몽의 형인 아키텐 공작 기욤 10세의 딸이였는데, 기록에 의하면 당시 레몽과 엘레오노르의 사이는 단순히 조카딸과 삼촌의 관계를 넘어선 부적절한 관계인 것으로 추측된다. 레몽은 루이에게 이슬람의 시리아 거점인 알레포를 공격하자고 부탁했는데 루이는 예루살렘으로 먼저가야 한다고 주장하면서 대립하다 결국 예루살렘으로 가버렸고 급기야 십자군에서 발을 빼고 말았다. 이 의견충돌로 숙부의 소원을 들어주기를 바라던 왕비 엘레오노르와의 관계가 급격히 악화되었다. 두 부부는 이후 귀국 길에서 교황의 중재를 통해 결혼 생활이 지속될 것으로 보였으나 둘째 딸 출산 이후 결국 이혼에 이르고 말았다.
루이 7세가 안티오키아를 떠나고 1149년 레몽은 장기의 뒤를 이은 누르 앗 딘을 공격했으나 전투에서 패했다. 레몽은 포로로 붙잡혀 살라흐 앗 딘의 삼촌인 시르쿠에 의해 목이 잘렸고 그 목은 은상자에 담겨 바그다드의 칼리프에게 선물로 보내졌다.

## 가족 관계
안티오키아의 콩스탕스와 레몽의 결혼에서 세명의 자녀를 낳았다.
- 보에몽 3세 : 안티오키아 공작위 계승
- 마리아 : 비잔티움 황제 마누엘 1세 콤네누스와 결혼
- 필리파